# Internationale Westfälische Tennismeisterschaften 2011
Gli Internationale Westfälische Tennismeisterschaften 2011, noti come Internationaler apano Cup per motivi di sponsorizzazione, sono stati un torneo professionistico di tennis maschile. È stata la 1ª e unica edizione del torneo facente parte dell'ATP Challenger Tour, e si è giocata nell'ambito dell'ATP Challenger Tour 2011. Il torneo s è tenuto dal 25 al 31 luglio 2011 sui campi in terra rossa del Dortmunder Tennisklub Rot-Weiss di Dortmund, in Germania.

## Partecipanti

### Teste di serie
| Nazionalità | Giocatore          | Ranking* | Testa di serie |
| ----------- | ------------------ | -------- | -------------- |
| Argentina   | Horacio Zeballos   | 107      | 1              |
| Paesi Bassi | Thomas Schoorel    | 121      | 2              |
| Germania    | Björn Phau         | 133      | 3              |
| Russia      | Tejmuraz Gabašvili | 134      | 4              |
| Slovacchia  | Martin Kližan      | 140      | 5              |
| Germania    | Simon Greul        | 142      | 6              |
| Bielorussia | Uladzimir Ihnacik  | 154      | 7              |
| Germania    | Julian Reister     | 155      | 8              |
| Serbia      | Nikola Ćirić       | 158      | 9              |

- Ranking al 18 luglio 2011.

### Altri partecipanti
Giocatori che hanno ricevuto una wild card:
- Nils Langer
- Daniel Masur
- Marvin Netuschl
- Nicolas Reißig

Giocatori che sono passati dalle qualificazioni:
- Maxime Authom
- André Ghem
- Maxime Teixeira
- Nick van der Meer
- Marco Trungelliti (lucky loser)

## Campioni

### Singolare
Leonardo Mayer ha battuto in finale  Thomas Schoorel con il punteggio di 6–3, 6–2

### Doppio
Dominik Meffert /  Björn Phau hanno battuto in finale  Tejmuraz Gabašvili /  Andrej Kuznecov con il punteggio di 6–4, 6–3